# 政党連合
政党連合（せいとうれんごう）とは、政治において政策や主張に共通点のある政党同士が集まって、政策の実現に向けての活動として、意見の集約や統一された政策の形成を図ったり、選挙協力をしたり、議会の運営の基本単位を構築したりするなどの組織または団体のことである。国によっては、政党連合がそのまま、単一の政党に移行する場合もある。

## 日本

### 政党
- 社共共闘
- 社公民路線
- 自公民路線
- 中道新党構想
- 公民連合政権構想
- 社公連合政権構想
- 非自民・非共産連立政権、非自民
- 新緑風会
- 自社さ連立政権
- 保保連合構想
- 自自公連立政権、自公保連立政権、自公連立政権
- 自民・民主大連立構想
- 民社国連立政権、民国連立政権
- 民共共闘
- オール与党

### 政治団体
- 9条ネット

新社会党やみどりのテーブルなどの中小政治団体が結集した護憲派グループ。第21回参議院議員通常選挙にて統一比例名簿で選挙戦に臨んだ。
- つばさの党

小林興起設立の自由国民党や天木直人設立の新党憲法9条らが結集した政治団体。消費税減税などをかかげ、オリーブの木として第25回参議院議員通常選挙に参加。2021年1月、改称。

## 世界

### イスラエル
- 青と白

中道3党による政党連合。

### イタリア
- 自由の家

中道右派政党のフォルツァ・イタリアを中心に、国民同盟や北部同盟などの右派政党が結集した政党連合。2009年3月に中道右派政党である自由の人民に移行した。
- オリーブの木

1996年4月の総選挙に向けて左翼民主党やイタリア人民党など中道 - 中道左派政党が結集して結成された政党連合。
- ルニオーネ（団結）

「オリーブの木」に新たな政党や政治勢力が結集して2005年2月に結成された。ルニオーネ参加政党の左翼民主主義者やマルゲリータなどは2007年10月に民主党を結成した。

### インド
- 統一進歩同盟

インド国民会議を軸に一部の地域政党などが結集した政党連合で、中道から中道左派の傾向を持つ。
- 国民民主同盟

インド人民党を軸とする政党連合で、右派から中道右派までを結集する。
- 左翼戦線

インド共産党マルクス主義派を軸に共産主義・社会主義を掲げる勢力が結集する政党連合。

### オーストラリア
- オーストラリア：保守連合

オーストラリア国民党とオーストラリア自由党などオーストラリアにおける中道右派政党による連合。

### スペイン
- 統一左翼（IU）

1986年4月、スペイン共産党を中心とした非社会労働党系の左派勢力が結集して結成された。
- 集中と統一（CiU）

カタルーニャ州の地域政党であるカタルーニャ民主集中（CDC）とカタルーニャ民主連合（UDC）の2党によって構成されたが、2015年6月に解体した。

### 台湾（中華民国）
- 泛緑連盟

民主進歩党や台湾団結連盟など台湾のアイデンティティを重視する政党グループの通称。
- 泛藍連盟

中国国民党や新党など中華民国のアイデンティティを重視する政党グループの通称。
- 泛橘連盟

無党団結連盟や親民党などによる第三極を形成する政党グループの通称。

### チリ
- コンセルタシオン・デモクラシア→新多数派

直訳すると「民主主義のための政党盟約」。ピノチェト将軍による軍政に反対する運動を行っていたキリスト教民主党やチリ社会党などの中道 - 中道左派政党勢力が結集して結成された。1990年の民政回復以降、与党の座にあったが、2010年の大統領選挙で敗れた。その後2013年にチリ共産党などの左派政党を加えた「新多数派」が結成され、同年秋の大統領選挙では政権を奪回した。
- チリのための同盟

1989年の大統領選挙直前、ピノチェトによる軍政を支持していた独立民主同盟や国民革新党を中心とした右派 - 中道右派勢力が結集して結成された「民主主義と進歩のための同盟」を前身とする政党連合である。2010年、大統領選で勝利し初めて与党となった。

### ドイツ
- キリスト教民主同盟 / キリスト教社会同盟

連邦議会において、共同会派を構成している。社会同盟はバイエルン州のみで活動する地域政党で、連邦議会選挙で民主同盟は、バイエルン州では候補者を擁立せず、選挙活動を行わないため、両党は競合しない。
- 左翼党

旧東ドイツの独裁政党だった社会主義統一党の後身政党である「民主社会党」と、社会民主党を離脱した「労働と社会的公正のための選挙オルタナティブ」（WASG）が2005年にまず政党連合として発足させ、2007年に正式に合併した。

### フランス
- 新人民連合環境・社会

不服従のフランス、社会党、フランス共産党、ヨーロッパ・エコロジー＝緑の党、ジェネラスィヨンスおよびそれぞれのパートナーが加盟する政党連合。メランションを首相にするために結成された。
- 右派・中道連合（英語版）

共和党や民主独立連合、中道党が加盟する政党連合。

### ポーランド
- 民主左翼連合

ポーランド統一労働者党（旧・ポーランド共産党）の後継政党であるポーランド共和国社会民主党を中心とした左派勢力による連合で1991年7月に結成、1999年に政党化した。
- 「連帯」選挙行動

キリスト教系や中道右派政党による政党連合で1996年6月に結成された。参加勢力の一部は、2001年に結成された市民プラットフォームや「法と正義」などに参加。

### ロシア
- もう一つのロシア

ウラジーミル・プーチン政権における野党連合で自由主義者や極右民族主義者、極左など幅広い政治勢力が含まれている。